# Pulau Laut (ö i Indonesien, Kalimantan Selatan)
Pulau Laut är en ö i Indonesien.   Den ligger i provinsen Kalimantan Selatan, i den centrala delen av landet, intill sydöstra Borneo. Arean är 2 101 kvadratkilometer.
Terrängen på Pulau Laut är lite kuperad. Öns högsta punkt är 724 meter över havet. Den sträcker sig 97,4 kilometer i nord-sydlig riktning, och 37,3 kilometer i öst-västlig riktning.